# Venezolaanse dwergpantsermeerval
De Venezolaanse dwergpantsermeerval (Corydoras habrosus) is een straalvinnige vissensoort uit de familie van de pantsermeervallen (Callichthyidae). De wetenschappelijke naam van de soort is voor het eerst geldig gepubliceerd in 1960 door Weitzman. Met een maximale lengte van ongeveer 4 cm is het een van de kleinste vissen uit de familie van pantsermeervallen. De vis is in de basis wit- tot crèmekleurig, over het midden loopt een (onderbroken) zwarte streep, verder zijn er nog zwarte vlekken aanwezig.
De Venezolaanse dwergpantsermeerval kan in de natuur gevonden worden in Colombia en Venezuela.

## Aquarium
Deze vis is een geschikte aquariumbewoner, ook voor de kleinere aquariums. Ze moeten in groepen gehouden worden en beter niet samen met agressieve vissen of grotere Corydorassoorten. Hierbij zal de Venezolaanse dwergpantsermeerval door zijn geringe afmetingen vaak het onderspit delven tegenover de concurrentie. De Corydoras habrosus bewoont vooral de bodem. De bodem moet dan ook voorzien zijn van zand of ander fijn materiaal, anders verliezen ze hun baarddraden. Voor de voeding zijn tabletten en vlokken vooral geschikt. De soort is vreedzaam en dient met geen agressieve vissen gehouden te worden. Ideale temperatuur is tussen de 22 en 26 graden, pH tussen de 6,5 en 7.